# Catalog of Stellar Identifications
Pour les articles homonymes, voir CSI.
Le catalogue d'identifications stellaires (en anglais : Catalog of Stellar Identifications (CSI)) est un catalogue d'étoiles qui a été construit pour faciliter les références croisées entre plusieurs catalogues d'étoiles. Il contient les désignations et les données principales d'environ 440 000 étoiles (en 1983), et a été créé en fusionnant le Catalogue SAO, le catalogue Henry Draper, le catalogue AGK2/3, le catalogue photographique du Cap, le Cape Zone Catalogue, le Yale Zone Catalogue, le Cape Catalogue of Faint Stars et le catalogue général de Boss. Il contient les coordonnées stellaires, les magnitudes, les types spectraux, les mouvements propres, et les références croisées des désignations dans les catalogues énumérés ci-dessus. Il contient également les références croisées vers beaucoup d'autres catalogues, tels que l'Index Catalogue of Visual Double Stars, qui a été lié au CSI. Le CSI fut finalement intégré dans la base de données SIMBAD.